# اولریش دیزنر
اولریش دیزنر (انگلیسی: Ullrich Dießner؛ زادهٔ ۲۷ دسامبر ۱۹۵۴) قایقران روئینگ اهل آلمان شرقی بود.
وی در مسابقات کشوری و بین‌المللی در مجموع برندهٔ ۷ مدال طلا، ۳ مدال نقره شده‌است.